# SB 13.0
Az SB 13.0 egy gőzmotorkocsi sorozat volt a Déli Vasútnál (németül: Südbahngeschelschatf, SB), mely egy osztrák-magyar  magán vasúttársaság volt.
Az SB magyar pályaszakaszára vásárolt a Ganztól 1904-ben és 1905-ben egy-egy gőzmotorkocsit. A két jármű a hosszában és az ülőhelyei számában különbözött egymástól (lásd a táblázatot).
A járművek előbb Barcson, majd 1910-től Székesfehérváron állomásoztak. 1920 elütt mindkettőt BCi osztályú  mellékkocsivá építették át

## Fordítás
- Ez a szócikk részben vagy egészben  a   SB 13.0 című német Wikipédia-szócikk fordításán alapul.  Az eredeti cikk szerkesztőit annak laptörténete sorolja fel. Ez a jelzés csupán a megfogalmazás eredetét és a szerzői jogokat jelzi, nem szolgál a cikkben szereplő információk forrásmegjelöléseként. Az eredeti szócikk fordításai szintén ott találhatóak.